# Ungár Gyula
Ungár Gyula (1890 – 1969. október 17.) labdarúgó, kapus.

## Pályafutása
1911 és 1920 között volt az FTC labdarúgója, ahol két-két bajnoki arany- és ezüstérmet, illetve egy bronzérmet szerzett a csapattal. A Fradiban összesen 59 mérkőzésen védett (27 bajnoki, 28 nemzetközi és négy hazai díjmérkőzés).

## Sikerei, díjai
- Magyar bajnokság
  - bajnok: 1911–12, 1912–13
  - 2.: 1913–14, 1918–19
  - 3.: 1920–21
- az FTC örökös bajnoka: 1925